# Boxing Day
Boxing Day (zhruba ve významu „den krabic s dárky“) je ve státech Commonwealthu den po Vánocích, obvykle tedy 26. prosince, kdy zaměstnanci dostávají dárek od svého zaměstnavatele, Christmas box, tj. vánoční krabici; Boxing day není totéž co vánoční ráno 25. prosince, kde se dárky rozdávají v rodinném prostředí. Přesné datum se liší podle vnitrostátních nebo regionálních právních předpisů. Boxing day se slaví hlavně ve Velké Británii, Ugandě, Hongkongu, Austrálii, Keni, Kanadě, na Novém Zélandu a v Jižní Africe.
V roce 1994 byl Boxing Day v Jižní Africe přejmenován na Day of Goodwill.